# Ferdinand Julius Cohn

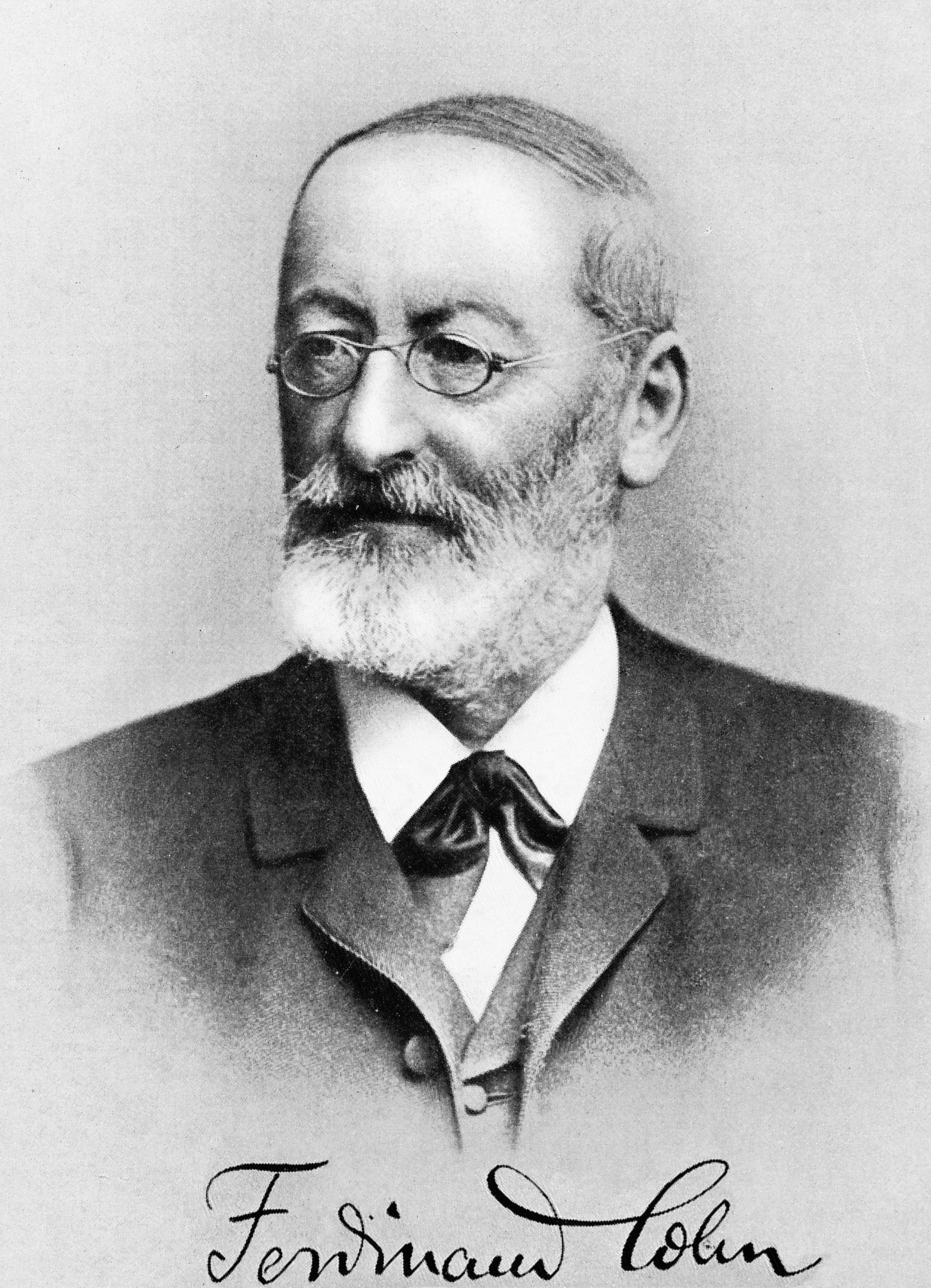
Ferdinand Julius Cohn

Ferdinand Julius Cohn (* 24. Januar 1828 in Breslau, Provinz Schlesien; † 25. Juni 1898 ebenda) war ein deutscher Botaniker und Mikrobiologe. Er gilt neben Robert Koch als einer der Begründer der modernen Bakteriologie. Auf Cohn geht die Bezeichnung Bazillus zurück. Sein offizielles botanisches Autorenkürzel lautet „Cohn“.

## Leben
Cohn wurde 1828 in Breslau als Sohn des Ölhändlers und späteren Konsuls Isaac Cohn und dessen Ehefrau Amalie, geborene Nissen, geboren. Sein Bruder wurde unter dem Namen Oskar Justinus ein bekannter Schriftsteller. Nach dem Abitur mit sechzehn Jahren im Jahr 1844 am Breslauer Maria-Magdalenen-Gymnasium studierte er Naturwissenschaften (Botanik) in Breslau. Wegen seiner jüdischen Herkunft durfte er in Breslau nicht promoviert werden, so dass er 1846 nach Berlin, wo er Schüler von Eilhard Mitscherlich war, übersiedelte und wo er 1847 mit 19 Jahren promoviert wurde. 1849 wurde er Mitglied der Leopoldinisch-Carolinischen Akademie und Ehrenmitglied der Regensburger Botanischen Gesellschaft. 1850 war er Privatdozent in Berlin. 1851 berief ihn die Universität Breslau als Privatdozent. 1852 wurde er Mitglied und 1856 Leiter der botanischen Sektion der Schlesischen Gesellschaft für vaterländische Kultur. Ferdinand Cohn war Mitglied der Gesellschaft Deutscher Naturforscher und Ärzte und der Gesellschaft der Brüder.
1859 habilitierte er sich in Breslau und wurde außerordentlicher Professor und Direktor des Botanischen Museums der Universität. 1866 gründete er das pflanzenphysiologische Institut.
Im Jahr 1870 entdeckte er in Trinkwasserbrunnen ein fadenförmiges Bakterium. Er nannte seine Entdeckung Brunnenfaden oder Crenothrix polyspora. Als Cohns wissenschaftliches Hauptwerk werden heute seine Bemühungen um die Klassifikation von Bakterien betrachtet.
1872 wurde er ordentlicher Professor für Botanik. Er widmete sich der Biologie der niederen Lebensformen, besonders den Bakterien, wurde Mitbegründer der Mikrobiologie und etablierte die Verwendung steriler Nährböden. 1876 war ihm eine klare Trennung der verschiedenen Bakterienarten auf Nährboden gelungen. Er entdeckte auch den botanischen Garten des Lorenz Scholz von Rosenau in Breslau wieder. 1895 wurde er korrespondierendes Mitglied der Akademie der Wissenschaften in Paris und 1889 der Preußischen Akademie der Wissenschaften.
Ferdinand Cohn war verheiratet mit Pauline Cohn, geborene Reichenbach (1844–1907), die ihm 1901 eine Gedenkschrift widmete.
Cohn starb 1898 in seiner Geburtsstadt Breslau. Sein Grab findet man noch heute auf dem dortigen Alten Jüdischen Friedhof.

Die Grabstätte von Ferdinand Julius Cohn auf dem Alten Jüdischen Friedhof in Wrocław

## Ehrungen
- 1885 empfing Cohn die Leeuwenhoek-Medaille der Königlich-Niederländischen Akademie der Wissenschaften.
- 1893 wurde er „socio straniero“ der Accademia Nazionale dei Lincei.
- 1895 wurde er mit der Linné-Medaille der Linnean Society of London ausgezeichnet.
- 1897 wurde er als „Foreign Member“ in die Royal Society aufgenommen.[5]

Carl Christian Mez hat zu Cohn’s Ehren eine Gattung der Ananasgewächse, Deuterocohnia benannt. Da es zu diesem Zeitpunkt bereits eine Gattung der Liliengewächse namens Cohnia gab, wurde die griechische Vorsilbe deúteros (= zweit) genutzt, um einen neuen gültigen Namen zu bilden.
Für Preisträger(innen), die sich in herausragender Weise um die Mikrobiologie und/oder Hygiene verdient gemacht haben, wurde zu Ehren von Ferdinand Cohn die Ferdinand Cohn-Medaille der Deutschen Gesellschaft für Hygiene und Mikrobiologie gestiftet.

## Werke
- Zur Naturgeschichte des Protococcus Pluvialis. Bonn, 1851.
- Die Menschheit und die Pflanzenwelt. Breslau, 1851.
- Der Haushalt der Pflanzen Leipzig, 1854.
- Untersuchungen über die Entwicklungsgeschichte der Mikroskopischen Algen und Pilze. Bonn, 1853
- Beiträge zur Biologie der Pflanzen (Schriftenreihe, Breslau, 1870 begründet)
- Untersuchungen über Bacterien. In: Beiträge zur Biologie der Pflanzen. Band I, Nr. 2, 1872, S. 126–224.
- Neue Untersuchungen über Bakterien. Bonn, 1872–75.
- Die Pflanze. Leipzig, 1882, ISBN 978-3-86444-608-5. Nachdruck des Originals. Salzwasser-Verlag, 2011.